# Luis Sepúlveda
Luis Sepúlveda (Ovalle, 4. listopada 1949. — Oviedo, 16. travnja 2020.) bio je čileanski pisac, redatelj, novinar i politički aktivist.

## Životopis
Sepúlveda je studirao scensku tehniku. Još u mladosti priključio se čilenaskom kružoku bolivijske ELN (Armija nacionalnog oslobođenja) i bio je njihov pripadnik sve do puča u Čileu 11. rujna 1973. na strani Salvadora Allendea. Pod diktaturom Pinocheta biva uhićen i osuđen na 2,5 godišnji zatvor. 
Zbog pritiska izvana, prvenstveno od strane Amnesty Internationala, premješten je u kućni pritvor, iz kojeg bježi i skriva se godinu dana, priključivši se pokretu otpora. Biva i po drugi put uhićen i osuđen na zatvorsku kaznu od 28 godina, koju je trebao izdržati u zatvoru Temuco. Zbog ponovnih prosvjeda diljem cijelog svijeta kazna mu je promijenjena na 8 godina izgnanstva.
U Ekvadoru je Sepúlveda osnovao kazališnu grupu za Peru, Ekvador i Kolumbiju.  Kasnije se priključuje Sandinistima u Nikaragvi.
Zatražio je azil u Njemačkoj gdje je živio od 1980. oko 10 godina u Hamburgu. 
Sepúlveda je radio kao vozač kamiona na relaciji Hamburg – Istanbul. Kasnije radi kao novinar za Spiegel (tijekom građanskog rata u Angoli) i za UNESCO.
Poslije još jednog traženja azila u Francuskoj Luis Sepúlveda živio je od 1996. u Gijónu, u Španjolskoj. Preminuo je 16. travnja 2020. od posljedica korona virusa.

## Književni opus
Njegov najpoznatiji roman je Un viejo que leía novelas de amor (Starac, koji je čitao ljubavne romane), koji je izdat 1989. i preveden na 46 jezika. Roman se smatra bespoštednim braniteljem Amazonskih prašuma i Jívaro kulture. Dosta Sepúlvedinih djela obrađuje ekološke teme i sadrži autobiografske elemente.
- Crónica de Pedro Nadie (1969.)
- Los miedos, las vidas, las muertes y otras alucinaciones (1986.)
- Cuaderno de viaje (1987.)
- Mundo del fin del mundo (1989.) hrvatski: Svijet na kraju svijeta
- Un viejo que leía novelas de amor (1989.) hrvatski: Starac, koji je čitao ljubavne romane
- La frontera extraviada (1994.)
- Nombre de torero (1994.)
- Al andar se hace el camino se hace el camino al andar (1995.)
- Historia de una gaviota y del gato que le enseñó a volar (1996.) hrvatski: Priča o galebu i o mačku koji ga je naučio letjeti
- Diario de un killer sentimental (1998.) hrvatski: Dnevnik sentimentalnog ubojice
- Desencuentros (1997.)
- Hot line 2002.
- Moleskine, apuntes y reflexiones (2004.)
- Historias marginales (2007.)
- Yacaré
- Primera parte de una antologia irresponsable
- La sombra de lo que fuimos (2009.)  hrvatski: Sjenka, onog što bijasmo